# Raión de Bariátino
El raión de Bariátino (ruso: Баря́тинский райо́н) es un distrito administrativo y municipal (raión) ruso perteneciente a la óblast de Kaluga. Se ubica en el oeste de la óblast. Su capital es Bariátino.
En 2021, el raión tenía una población de 5383 habitantes.
El raión es limítrofe al noroeste con la óblast de Smolensk. Su territorio es completamente rural.
Antes de la creación de la actual óblast de Kaluga en 1944, el raión de Bariátino formaba parte de la óblast de Smolensk.

## Subdivisiones
Comprende 103 localidades rurales, agrupadas en cinco asentamientos rurales: los pueblos de Bariátino (la capital) y Silkovichi y las aldeas de Asmólovo, Bájmutovo y Krisanovo-Piatnitsa.